# Зонд 1968А
Зонд 1968А (Союз 7К-Л1 № 7Л) е официално част от съветската програма Зонд и е безпилотен вариант на космическия кораб Союз 7К-Л1. Основната задача е изпробване на бордните системи на кораба за облитане на Луната и завръщане на спускаемия апарат на Земята.

## Полетът
Стартът и работата на първата степен преминават нормално. След изхвърлянето на главния обтекател на ракетата, по време на работата на втората степен става късо съединение в системата за управление на кораба, което предизвиква въртене и отклонение от траекторията. Това предизвиква сработване на системата за аварийно спасяване. Полетът е прекратен след около 260 секунди, а спускаемия апарат е успешно върнат на Земята